# M60-UCD1
M60-UCD1 là một thiên hà lùn siêu đặc. Nó cách Trái Đất 54 triệu năm ánh sáng, gần với Messier 60 (M60, NGC 4649). Nửa khối lượng của M60-UCD1 nằm ở trung tâm thiên hà, một vùng có đường kính 160 năm ánh sáng.